# Fidena decipiens
Fidena decipiens är en tvåvingeart som beskrevs av Krober 1931. Fidena decipiens ingår i släktet Fidena och familjen bromsar. Inga underarter finns listade i Catalogue of Life.